# Petalocephala wahlbergi
Petalocephala wahlbergi är en insektsart som beskrevs av Carl Stål 1854. Petalocephala wahlbergi ingår i släktet Petalocephala och familjen dvärgstritar. Inga underarter finns listade i Catalogue of Life.